# Rébénacq
Rébénacq é uma comuna francesa na região administrativa da Nova Aquitânia, no departamento dos Pirenéus Atlânticos. Estende-se por uma área de 10,5 km². Em 2010 a comuna tinha 678 habitantes (densidade: 64,6 hab./km²).